# Sinagoga Mayor (Tudela)
La Sinagoga Mayor de Tudela (Navarra) fue la principal sinagoga de la población judía en el medievo, principalmente en época musulmana. La situación exacta de esta sinagoga es desconocida, tanto durante la dominación sarracena como tras la reconquista cristiana. En el siglo XII consta que esta sinagoga estaba junto a la Colegiata de Santa María, la que después se convertiría en la Catedral de Tudela.

## Historia y cronología de construcción
Se desconoce el momento de construcción de la Sinagoga Mayor. En 1177 se cita que, junto a la sinagoga principal de los judíos, existía una arboleda y que esta sinagoga estaba lindante con “orto de Santa María”. Esta arboleda o huerto se puede localizar al lado de la antigua Mezquita Mayor y cerca de la primitiva Colegiata de Santa María, la que después se convertiría en la Catedral de Tudela. Según cuentan las crónicas, en 1391 la Sinagoga Mayor se destruyó quedando en ruinas.

## Capilla de la catedral de Tudela
La capilla llamada Escuela de Cristo, que hasta hace unos años se describía como la antigua sinagoga judía y que como tal se muestra erróneamente en los recorridos turísticos por la ciudad, se encuentra en la crujía oriental del Claustro de la Catedral, con acceso directo desde el mismo.
Su identificación como tal se debe a D. Francisco Fuentes, presbítero de la Catedral, cuya información es recogida con algunas dudas por Francisco Cantera en su obra Sinagogas Españolas (1955)
, tras una visita realizada a la Catedral en el momento en que se estaban realizando las obras de restauración del Claustro. 
La sala se conoce con el nombre de Escuela de Cristo y fue sede de la Cofradía de San Dionís. 
Se fecha en el siglo XIV y es un gran salón de planta rectangular con cubierta de armadura de madera a doble vertiente. Presenta un pequeño coro o cantoría al que se accede por una escalera situada frente a la puerta de entrada. 
Su construcción en gótico mudéjar y los paralelos sacados con el mudéjar toledano debieron ser los elementos que ayudaron a definirla como sinagoga, cuando es de gótico mudéjar de la región aragonesa, mucho más cercana y cuyos elementos decorativos nunca se han puesto en función de edificios hebreos. 
Francisco Cantera asemejó los canecillos en proa de nave que sustentan el coro, con los existentes en las sinagogas de Toledo. Cuando este tipo de remate de la viguería es común en edificios nobles de época gótica en varias poblaciones aragonesas cercanas a Tudela. 
Tiene paralelos cercanos la decoración esgrafiada que decora las paredes, restaurada en su mayor parte, similares en el Arco del Deán de Zaragoza y en las iglesias de Maluenda y Torralba de Ribota, de Aragón. 
En esta capilla se conservan tres tablas pintadas de la cubierta del sotocoro, con iconografía de ángeles portadores de candelabros bajo arquerías entrelazadas y motivos heráldicos, y entre las metopas del alero aparecen motivos geométricos entrelazados y el anagrama IHS. Elementos que no pueden identificarse con la decoración de una sinagoga. 

No tiene sentido la idea de ubicar aquí la sinagoga, desde el aspecto cronológico. Toda la decoración está fechada en el siglo XIV, cuando la judería está asentada en las laderas del castillo y no en esta parte de la ciudad. Y aunque Basilio Pavón en su teoría tuviera razón y se hubieran mantenido las dos juderías al mismo tiempo, el poder religioso cristiano en la Edad Media nunca hubiera permitido la existencia de un elemento de culto judío dentro de las dependencias de la entonces Colegiata. 
El historiador Juan José Bienes comenta en su estudio sobre esta capilla a la que atribuyen como Sinagoga:  J.L.Lacave (1992) opina que carece de sentido situar aquí la sinagoga, y Concepción García Gaínza en el Catálogo Monumental de Navarra (1980), al tratar de la Escuela de Cristo, no hace el mínimo comentario.